# Allis-Chalmers
Allis-Chalmers war ein US-amerikanischer Maschinenbaukonzern aus Wisconsin, der 1901 gegründet wurde. Der Geschäftsbereich Landmaschinen (AGCO-Allis) war eine Marke der AGCO-Corporation, wird aber nicht mehr verwendet.

## Geschichte

### Vorläuferunternehmen

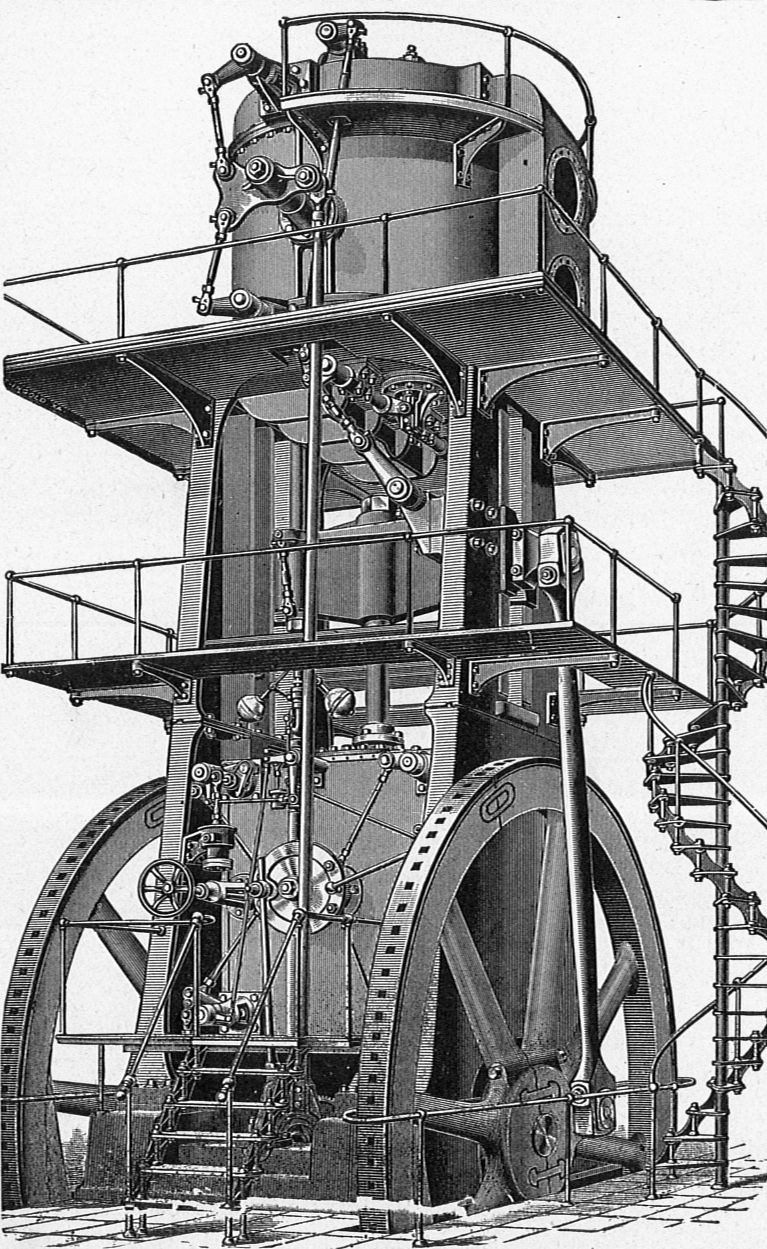
Gebläsemaschine von E. P. Allis

Fraser & Chalmers wurde 1872 in Chicago von Thomas Chalmer und David R. Fraser gegründet. Das Unternehmen stellte überwiegend Bergbaumaschinen her. 1890 wurde in London eine Niederlassung gegründet.
Gates Iron Works war ein Hersteller von Brechern und Zementmaschinen aus Chicago.
Die Edward P. Allis & Company entstand 1861, als Edward Phelps Allis die Reliance Works in Milwaukee erwarb. Das Unternehmen stellte Getreidemühlen, Mühlsteine und Sägemühlen her. Ab 1869 wurden auch Dampfmaschinen hergestellt. Nach Edward Allis’ Tod 1889 wurde das Unternehmen von seinen Söhnen Charles und William weitergeführt.
Die Dickson Manufacturing Company war ein Hersteller von Dampfmaschinen, Gebläsemaschinen, Kompressoren und Lokomotiven. Das Unternehmen wurde von Thomas Dickson 1856 in Scranton (Pennsylvania) gegründet. Der Bereich für den Lokomotivbau ging in der American Locomotive Company auf.

### Die ersten Jahre
Allis Chalmers entstand als Allis-Chalmers Company 1901 durch den Zusammenschluss der vier Unternehmen Edward P. Allis & Company (Milwaukee), Fraser & Chalmers (Chicago), Gates Iron Works (Chicago) und der Dickson Manufacturing (Scranton). Geschäftsführer des neuen Unternehmens wurde Charles Allis, sein Bruder William wurde Vorsitzender des Board of Directors und stellvertretender Geschäftsführer wurde William J. Chalmers. Bereits kurze Zeit nach dem Zusammenschluss errichtete man eine neue Fabrik in North Greenfield, das aufgrund dieser Fabrik 1902 in West Allis umbenannt wurde. 1904 trat Charles Allis aufgrund einer Erkrankung seiner Frau von seinem Posten zurück. Im selben Jahr pachtete man die Bullock Electric Company, die man im Folgejahr aufkaufte. 1905 begann man mit der Herstellung von Dampfturbinen. Aufgrund wirtschaftlicher Schwierigkeiten musste das Unternehmen 1912 Gläubigerschutz beantragen. Als Insolvenzverwalter wurde Otto H. Falk bestellt. Die 1913 überstandene Zahlungsunfähigkeit wurde mit dem neuen Firmennamen Allis-Chalmers Manufacturing Company verdeutlicht, Vorstand des Unternehmens blieb Otto Falk.

### Aufstieg und Expansion

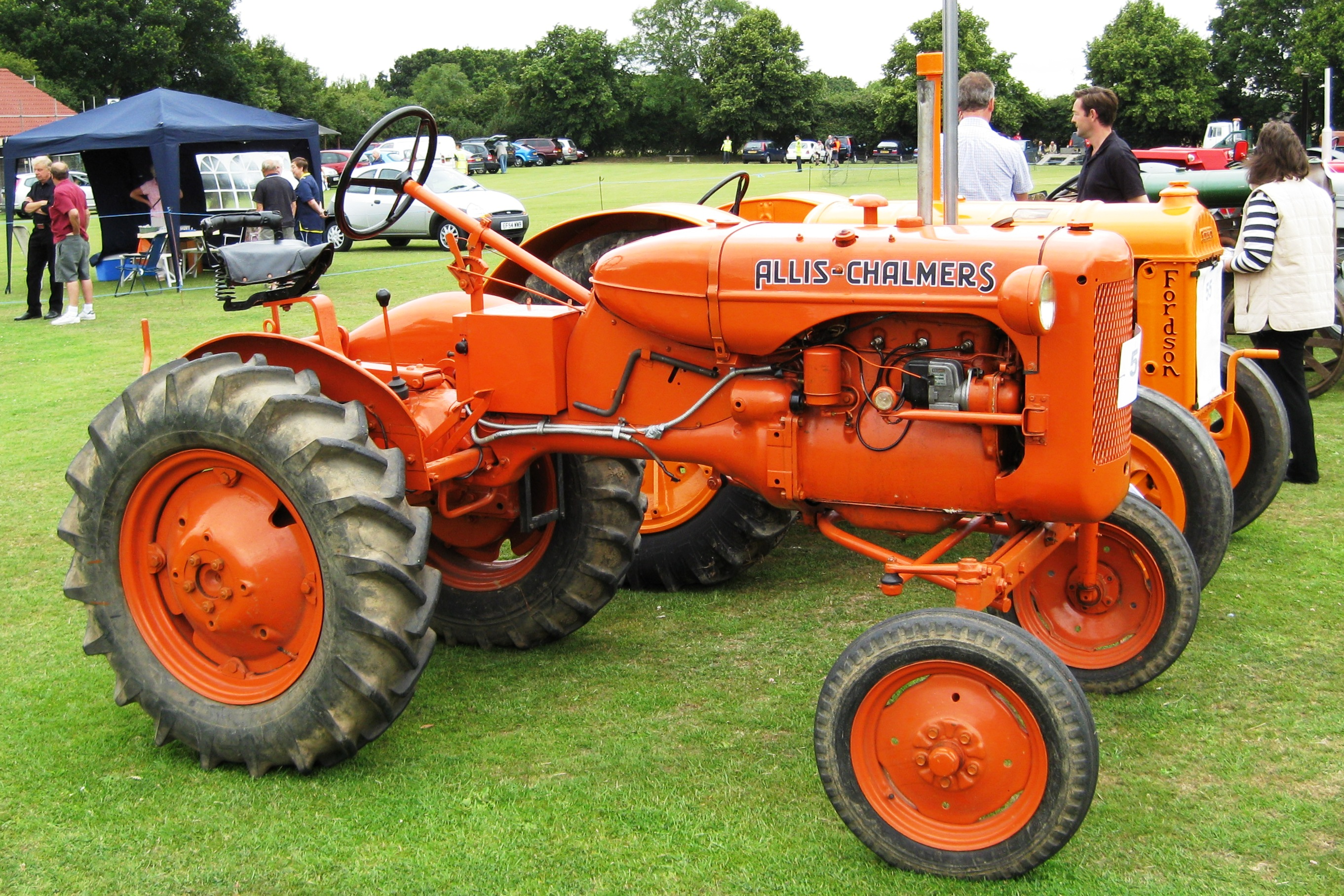
Ein Allis-Chalmers-Traktor

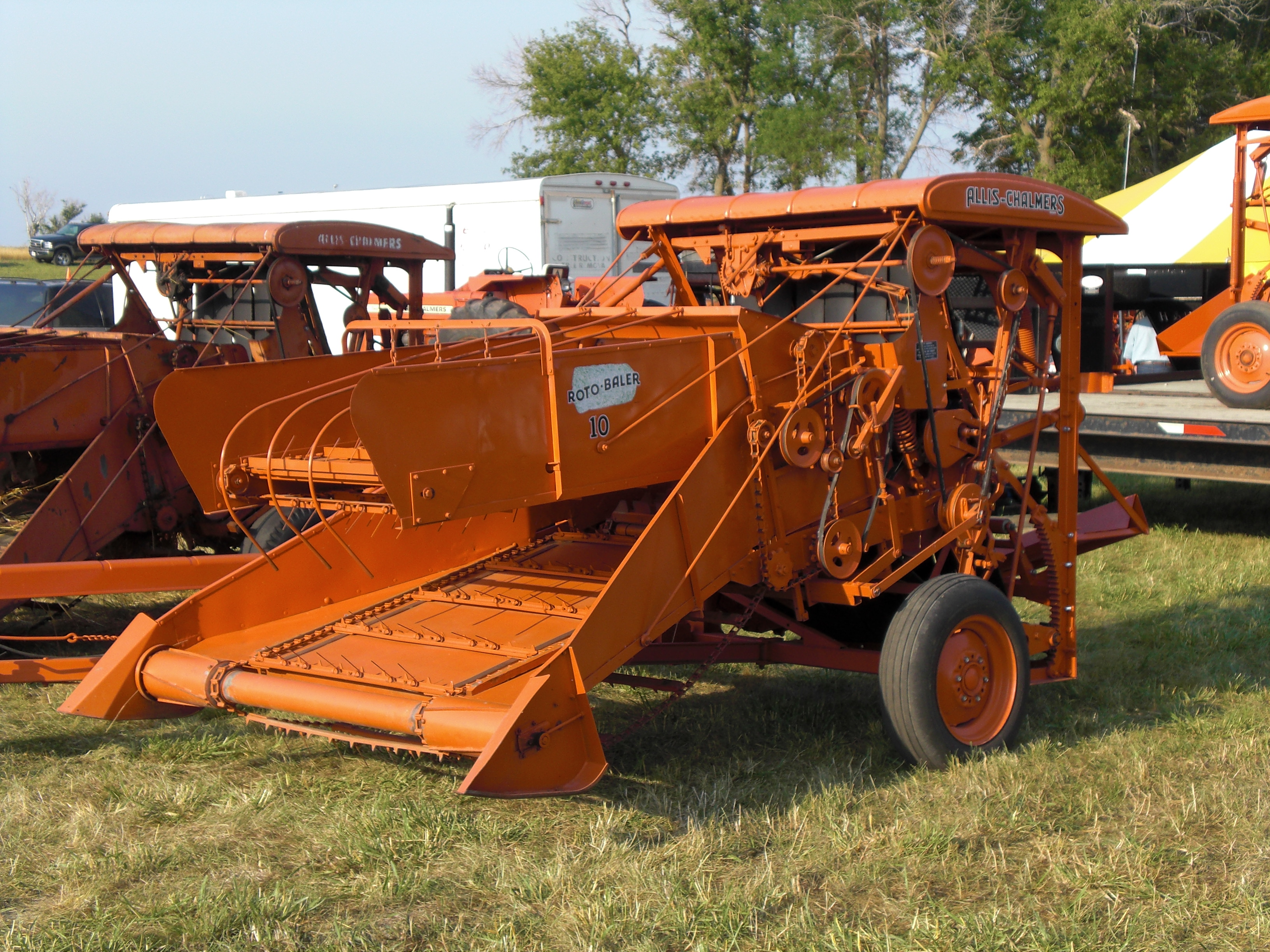
Ein Roto Baler 10 von Allis-Chalmers

1912 begann man bei Allis-Chalmers mit der Entwicklung von Traktoren. Bereits 1914 konnte das Unternehmen mit dem dreirädrigen Modell 10-18 seinen ersten Traktor vorstellen. 1915 schrieb man erstmals seit der Insolvenz wieder schwarze Zahlen. 1928 wurde mit dem Allis-Chalmers Model 6-12 ein Traktor mit zwei großen, angetriebenen Vorderrädern und zwei kleineren, gelenkten Hinterrädern vorgestellt. Dieser blieb jedoch nicht lange auf dem Markt, denn er stellte eine Patentverletzung des Universal Tractor der Moline Plow Company dar. In den 1920er Jahren kaufte Allis-Chalmers mehrere andere Firmen auf, u. a. 1926 Nordyke Marmon & Company, 1927 die Pittsburgh Transformer Company und 1928 die Monarch Tractor Company. Ab 1929 wurden die Traktoren orange lackiert. Im selben Jahr wurde mit der Produktion des Universal für die United Tractor and Equipment Corporation, eine Vereinigung von Fordson-Händlern, begonnen. Der Universal wurde bis 1930 sowohl von der United Tractor and Equipment Corporation als auch von Allis-Chalmers als Model U vertrieben. Das Model U wurde bis 1952 hergestellt, anfangs mit einem Continental-Motor und ab 1932 mit einem Motor von Allis-Chalmers.
1931 wurde Advance-Rumely übernommen, ebenso erwarb man in diesem Jahr den Bereich für elektrische Schaltgeräte von der US-amerikanischen Tochter von Brown Boveri. 1932 erwarb man die Ryan Manufacturing Company, wodurch man die Produktpalette um Grader erweitern konnte. Im selben Jahr gab Otto Falk den Vorstandsposten an Max Babb ab, blieb aber weiterhin Vorsitzender des Board of Directors.
1933 wurde mit dem WC ein Traktor vorgestellt, der sich zu einem Bestseller entwickeln sollte; bis Produktionsende 1948 wurden 178.000 Stück davon verkauft. 1935 stellte man mit dem All-Crop eine Baureihe von gezogenen Mähdreschern vor. 1938 wurde mit der HD-14 die erste Raupe aus der neuen HD-Serie vorgestellt. Die Modelle der HD-Serie besaßen Dieselmotoren von Detroit Diesel anstelle der in den bisherigen Modellen verwendeten Benzinmotoren.
Während des Zweiten Weltkrieges wurden überwiegend für den Krieg benötigte Maschinen hergestellt, wie etwa Raupen aus dem regulären Produktprogramm von Allis-Chalmers, aber auch Elektromotoren für U-Boote und extra entwickelte Fahrzeuge wie der M4, der M6 und der M7. Aber Allis-Chalmers war auch ein wichtiger Partner für das Manhattan-Projekt.
Indem man die Patente von John Rust für dessen Baumwollernter lizenzierte, stieg Allis-Chalmers als dritter Hersteller neben International Harvester und John Deere in die Herstellung von Baumwollerntemaschinen ein. 1947 stellte Allis-Chalmers mit dem Roto-Baler einen Vorläufer der späteren Rundballenpresse vor, der bis 1967 hergestellt wurde. Ab 1949 bot Allis-Chalmers mit dem Modell G einen Geräteträger an.
Mit der Übernahme von LaPlant-Choate 1952 stieg Allis-Chalmers in die Herstellung von Schürfzügen ein. Bis in die 1950er Jahre verwendete Allis-Chalmers in ihren Baumaschinen Motoren von Detroit Diesel, einer Tochter von General Motors. Mit der Übernahmen von Euclid Trucks 1953 durch General Motors wurden GM und Allis-Chalmers im Baumaschinen-Bereich zu direkten Wettbewerbern. Daher entschloss sich das Management von Allis-Chalmers seinerseits, die Buda Engine Co. zu übernehmen. Mit der Übernahme von Buda erhielt Allis-Chalmers auch deren Gabelstapler-Sparte. 1954 gründete man eine Tochtergesellschaft in Großbritannien. 1955 bot Allis-Chalmers den ersten Radschlepper mit Dieselmotor an (Raupenschlepper mit Dieselmotor hatte es schon früher gegeben). Im selben Jahr wurde Robert S. Stevenson neuer Geschäftsführer. Schon kurz nach seinem Amtsantritt führte Stevenson eine Umorganisation des Unternehmens durch und trennte die bisherigen zwei Geschäftsbereiche in insgesamt sechs auf. Ebenfalls 1955 wurde mit der Firma Gleaner ein Hersteller von Mähdreschern aufgekauft, dessen Markennamen Allis-Chalmers auch weiterhin für Mähdrescher verwenden sollte. Zwischen 1955 und 1957 wurde bei Allis-Chalmers der M50 Ontos für das United States Marine Corps produziert. 1957 wurden die beiden neuen Traktormodelle D14 und D17 vorgestellt, die Teil der ebenfalls neuen D-Serie waren, die als Innovation den Power Director einführte. Die Serie wurde in den nächsten Jahren um weitere Modelle ergänzt, bis hin zum ab 1963 erhältlichen D21, der mit seinen mehr als 100 PS Allis-Chalmers’ bis dahin leistungsfähigster Traktor war.
1958 übernahm man S. Morgan Smith, einen Hersteller von Wasserturbinen, Pumpen u. ä. Um Zugang zum europäischen Markt zu bekommen, benötigte man eigene Fabriken innerhalb der EWG. Durch den Aufkauf des italienischen Baumaschinenherstellers Vender im Jahr 1959 erwarb man eine entsprechende Fabrik für die Baumaschinenproduktion. In den USA übernahm man in diesem Jahr mit der Tractomotive Corporation einen Hersteller von Planierraupen, mit dem man zuvor bereits zusammengearbeitet hatte. Ebenso kaufte man 1959 den Nukleartechnik-Bereich der American Car and Foundry Company. Nachdem man in den 1950er Jahren mit Brennstoffzellen experimentiert hatte, konnte man 1959 mit dem Allis-Chalmers-Brennstoffzellentraktor das weltweit erste größere Fahrzeug vorstellen, das mit einer Brennstoffzelle betrieben wurde.
Als es 1960 zu einem Kartellverfahren gegen 29 Unternehmen der US-amerikanischen Elektro- und Kraftwerksindustrie (darunter Westinghouse Electric, General Electric, Square D, Cutler-Hammer, Allen-Bradley, Ingersoll Rand und H. K. Porter) und 45 Manager dieser Unternehmen wegen illegaler Preisabsprachen kam, bekannte sich Allis-Chalmers schuldig. Im anschließenden Verfahren wurden der Konzern und drei seiner Manager zu Geldstrafen verurteilt.
Auf dem europäischen Markt konnte man 1960 mit der Übernahme des französischen Traktorenherstellers Vendeuvre, der zwei Fabriken in Frankreich betrieb, weiter expandieren.
1961 stellte man mit dem D19 den weltweit ersten Traktor mit von einem Turbolader aufgeladenen Dieselmotor vor.
1961 kaufte man den britischen Hersteller von Ballenpressen Jones Balers Ltd. aus Mold auf. 1962 zog man sich aus dem Geschäft mit Dampfturbinen zurück, fertigte aber weiterhin insbesondere im Werk in West Allis Teile für Dampfturbinen für die beiden früheren Konkurrenten General Electric und Westinghouse Electric. 1965 übernahm man mit Simplicity Manufacturing einen Hersteller von motorisierten Gartengeräten. Von Simplicity hatte man bereits seit 1961 Kleintraktoren und Schneefräsen bezogen und unter dem eigenen Markennamen verkauft.
Nachdem die Gewinnmarge in den 1960er Jahren sehr niedrig geworden war und schließlich auch noch der Absatz einbrach, machte Ling-Temco-Vought 1967 ein Übernahmeangebot, dies lehnte das Management von Allis-Chalmers jedoch ab. So kam es zu einer eine Woche dauernden Übernahmeschlacht, an deren Ende Ling-Temco-Vought sein Angebot zurückzog. Ein Jahr später kam es zu einem weiteren Übernahmeversuch, diesmal durch White Consolidated Industries, die im Oktober 1968 30 % der Anteile an Allis-Chalmers von Gulf+Western erwarben. Gegen diesen Übernahmeversuch setzte sich der neue CEO David C. Scott zur Wehr und auch die Federal Trade Commission reichte eine Beschwerde beim Obersten Gerichtshof der Vereinigten Staaten ein, die dazu führte, dass White das Stimmrecht seiner Anteile verlor. So verkaufte White seine Anteile im Februar 1971 wieder.
1968 brachte man mit dem Terra Tiger ein schwimmfähiges, mit sechs Rädern ausgestattetes All Terrain Vehicle auf den Markt. Gleichfalls 1968 wurde mit der Advanced Electrochemical Products Division (AEPD) ein neuer Geschäftsbereich, der zuvor Teil der Entwicklungsabteilung gewesen war, gegründet. Aufgabe dieses Geschäftsbereiches war die Entwicklung und Herstellung von Brennstoffzellen und Lebenserhaltungssystemen, insbesondere für Regierungsstellen wie NASA, US Navy, US Army und US Air Force. Der Sitz dieses Geschäftsbereiches mit einer entsprechenden Produktionsanlage befand sich in Greendale (Wisconsin). Bereits zwei Jahre später zog sich Allis-Chalmers aus diesem Bereich wieder zurück, löste den Geschäftsbereich auf und schloss die Fabrik in Greendale.
1969 vereinbarte man mit dem britischen Gabelstaplerhersteller Lancer Boss Limited, dessen Schwerlaststapler in Nordamerika zu vermarkten, zur Ergänzung des eigenen Portfolios.

### Niedergang und Ende

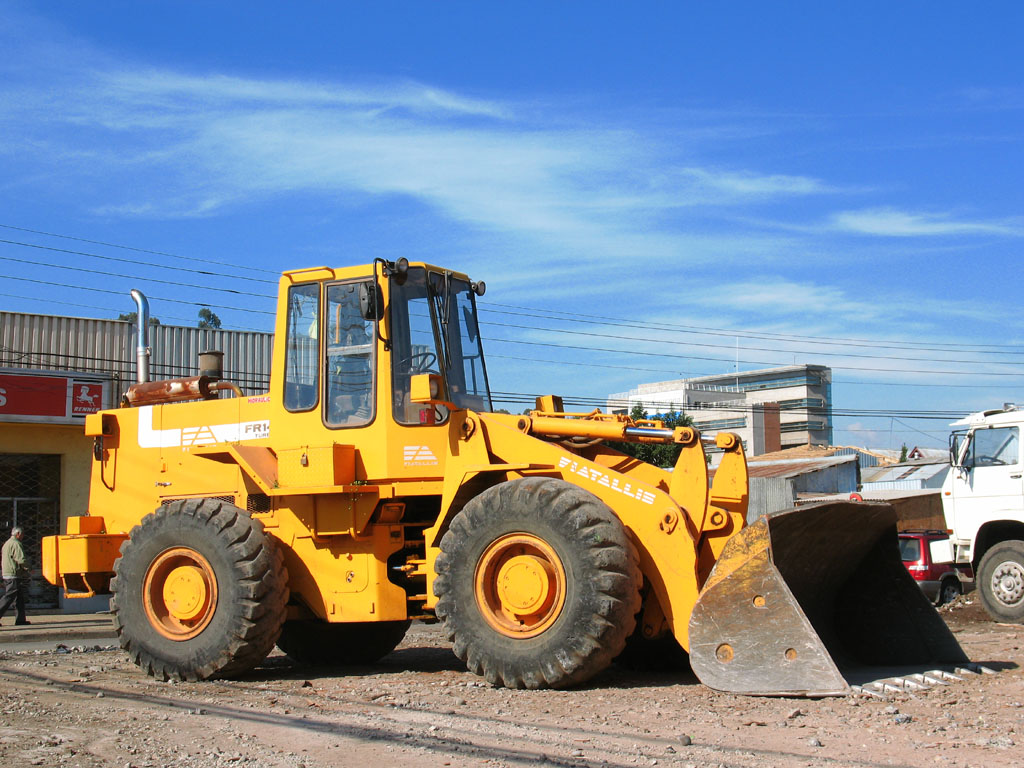
Fiat-Allis Radlader

Ab 1970 wurde von Allis-Chalmers mit der HD 41 die damals größte Planierraupe der Welt produziert, von der 1963 bereits ein Prototyp gezeigt worden war. Ebenso in diesem Jahr gründete man mit KWU ein Joint-Venture zur Herstellung von Dampfturbinen unter dem Namen Allis-Chalmers Power Systems. Ab 1970 bezog man von Renault Agriculture Traktoren für den US-Markt. Ab 1972 vertrieb man den Bearcat von Steiger als Allis-Chalmers 440, um einen allradgetriebenen Großtraktor anbieten zu könnte, bevor man 1976 mit dem 7580 ein eigenes Modell anbieten konnte.
1974 erwarb man die Fördertechnik-Sparte von Stephens-Adamson. Im selben Jahr brachte man den Bereich für Papiermaschinen in ein Joint-Venture mit Voith und den Baumaschinen-Bereich in ein Joint-Venture mit Fiat ein, das den Namen Fiat-Allis erhielt. An diesem Joint-Venture war Fiat anfangs mit 65 %, Allis-Chalmers mit 35 % beteiligt. Drei Jahre später erwarb Voith die Anteile von Allis-Chalmers an diesem Joint-Venture.
1977 vereinbarte man, zukünftig Kleintraktoren von Toyosha in den USA zu vermarkten. Im selben Jahr gründete man gemeinsam mit Siemens das Joint-Venture Siemens-Allis, das im Januar 1978 den Betrieb aufnahm. Ziel dieses Joint-Ventures war die gemeinsam Herstellung und der Vertrieb von Produkten im Bereich Energietechnik (Elektromotoren, Schaltgeräte), nachdem bereits seit 1970 ein Lizenzabkommen mit Siemens in diesem Bereich bestanden hatte. Siemens kaufte von seinem Partner 1981 35 % an diesem Joint-Venture auf, bevor man 1985 die letzten 15 % erwarb.
1978 übernahm man den Filterhersteller American Air Filter, an dem man zuvor schon mit 4,9 % beteiligt gewesen war. Diesen Bereich verkaufte man zehn Jahre später an Snyder General. 1980 übernahm man mit Hartman Metal Fabricators ein Unternehmen aus dem Bereich Lagertechnik. 1983 verkaufte man Simplicity an die Wesray Capital Corporation.
1985 schied der bisherige CEO David C. Scott aus dem Unternehmen aus. Sein Nachfolger wurde Wendel Bueche. Der Geschäftsbereich Landmaschinen von Allis-Chalmers wurde 1985 an KHD verkauft. Die Produktion der typisch orangefarbenen Allis-Chalmers-Traktoren wurde im gleichen Jahr beendet, stattdessen wurden unter dem neuen Markennamen Deutz-Allis grüne Traktoren aus europäischer Fertigung in den USA angeboten. 1986 wurde der Bereich für Wasserturbinen an Voith verkauft. Ebenfalls in diesem Jahr wurde die Gabelstapler-Sparte an AC Material Handling verkauft. Diese wurde zwei Jahre später von Kalmar Industries übernommen und die Stapler wurden anschließend unter dem Markennamen Kalmar AC vermarktet.
Nachdem Allis-Chalmers im Juni 1987 Gläubigerschutz hatte beantragen müssen, wurden 1988 mehrere Geschäftsbereiche verkauft, etwa das Tochterunternehmen Stephens-Adamson an Boliden und die Pumpen-Sparte an ITT.

### Allis-Chalmers Energy
Als die übriggebliebenen Geschäftsbereiche von Allis-Chalmers 1988 aus der Insolvenz entlassen werden konnten, entstand daraus Allis-Chalmers Energy, das als Dienstleister für Ölfirmen tätig war. Der Firmensitz befand sich in Houston, Texas. 2002 erwarb man Strata Directional Drilling und 2004 die Safco-Oil Field Products. Allis-Chalmers Energy wurde schließlich 2011 von Seawell aufgekauft.

### AGCO-Allis
Nach einem Management-Buyout im Jahr 1990 wurden zunächst weiter Deutz-Traktoren importiert, diese wurden jedoch wieder orange lackiert und unter dem Markennamen AGCO-Allis verkauft. Die folgenden, neuen Allis-Traktoren wurden bei Same eingekauft, deren US-Geschäft AGCO vorher schon übernommen hatte (bis 1998). Der Markenname AGCO-Allis wurde 2001 zugunsten der neuen Marke AGCO eingestellt.